# Jimmy Ruffin
Pour les articles homonymes, voir Ruffin.
Jimmy Ruffin est un chanteur américain de musique soul né le 7 mai 1936 à Collinsville, Mississippi, et mort le 17 novembre 2014 à Las Vegas.
Il rejoint le label Motown au début des années 1960. Son plus grand succès est What Becomes of the Brokenhearted, qui se classe dans le Top 10 en 1966. Il est le frère aîné de David Ruffin des Temptations.

## Biographie

### Jeunesse
Jimmy Ruffin est le fils d'un pasteur. Durant sa jeunesse, il chante le gospel et se produit sur scène avec le groupe familial. Il fonde ensuite le duo The Ruffin Brothers avec son frère David,. En 1959, il rejoint celui-ci à Détroit et travaille en usine pour le constructeur automobile Ford,.

### Carrière musicale
Jimmy Ruffin est engagé par la Motown en 1961. Son premier single, Don't Feel Sorry for Me, est édité la même année par Miracle, une filiale du label,. Après avoir effectué son service militaire, Jimmy Ruffin enregistre pour Soul Records, une autre filiale de la Motown. En 1966 sort What Becomes of the Brokenhearted, un morceau écrit par William Weatherspoon, Paul Riser (en) et James Dean (en). Le disque atteint la 7e place du Billboard Hot 100 et la 10e du UK Singles Chart,. Ruffin, dont le premier album, Jimmy Ruffin Sings Top Ten, est édité en 1967, connaît également le succès avec les singles I've Passed This Way Before, Gonna Give Her All the Love I've Got (en), ou encore Don't You Miss Me a Little Bit,,. Son 2e album, Ruff 'n Ready, sorti en 1969, est composé de singles récents et de reprises. Ses disques suivants ne s'imposent pas dans les hit-parades américains et sont surtout populaires auprès du public britannique. En 1970, les singles Farewell Is a Lonely Sound, I'll Say Forever My Love et It's Wonderful (To Be Loved By You) se classent dans le Top 10 du UK Singles Chart,. En 1971 sort l'album I Am My Brother's Keeper, enregistré avec son frère David, qui comprend notamment une reprise de Stand by Me,.
Jimmy Ruffin enregistre par la suite pour les labels Polydor, Chess et RSO Records. Durant les années 1980, le chanteur s'établit au Royaume-Uni. En 1980, RSO édite l'album Sunrise, produit par Robin Gibb des Bee Gees. Le single Hold On (To My Love) (en) qui en est extrait se classe 10e du Hot 100, et 7e dans les charts britanniques. En 1984, Jimmy Ruffin enregistre une chanson caritative avec The Style Council. Il collabore avec Heaven 17 en 1986. Durant son séjour britannique, il enregistre également des duos avec les chanteuses soul Maxine Nightingale et Brenda Holloway (en) et anime une émission musicale sur l'antenne de BBC Radio 2.

## Discographie

### Albums
- 1967 : Jimmy Ruffin Sings Top Ten (Soul Records)
- 1969 : Ruff 'n Ready (Soul Records)
- 1970 : The Groove Governor (Soul Records)
- 1971 : I Am My Brother's Keeper (Soul Records)
- 1973 : Jimmy Ruffin (Polydor)
- 1975 : Love Is All We Need (Polydor)
- 1980 : Sunrise (RSO Records)

### Compilations
- 2001 : 20th Century Masters - The Millennium Collection: The Best of Jimmy Ruffin (Universal)
- 2004 : The Ultimate Motown Collection (Motown)